# Sylvain Miaillier
Sylvain Miaillier, né le 25 septembre 1986 à Saint-Martin-d'Hères, dans le département français de l'Isère, est un skieur acrobatique français, spécialiste du skicross. Il mesure 1,78 m et évolue au S.C. L'Alpe d'Huez. Il participe aux Jeux olympiques d'hiver de 2010 et se classe 12e en ski cross. Il a remporté une victoire en Coupe du monde en mars 2015 à Megève devant Bastien Midol et Jean-Frédéric Chapuis.

## Biographie
Sylvain Miaillier fait ses débuts en Coupe du monde le 12 janvier 2008 lors d'une épreuve de skicross disputée aux Contamines dont il se classe 50e. Il obtient son premier top 10 quatre jours plus tard à Flaine en prenant la 7e place. En 2009, tout en prenant part à plusieurs épreuves de Coupe du monde, il remporte le classement général de la Coupe d'Europe de skicross en réalisant plusieurs podiums, à Bormio, à Sudelfeld, au Sauze, ainsi qu'une victoire dans la Sierra Nevada, en Espagne.
En 2010, il améliore son meilleur résultat en Coupe du monde avec une 6e place à St. Johann in Tirol. Il participe dans la foulée aux Jeux d'hiver de 2010 à Vancouver, où le skicross apparaît pour la première fois en tant que discipline olympique. Il se classe 12e sur la piste de Cypress Mountain. Sa progression est régulière : en 2011, il se classe 5e aux Contamines, puis en 2012, il prend la 4e place à Innichen puis à Bischofswiesen. Il obtient son premier podium en mars 2013, à Åre, en prenant la troisième place d'une course remportée par un autre français, Jean-Frédéric Chapuis.
En 2014, ses résultats en Coupe du monde ne sont pas à la hauteur. Seulement 52e du classement général, il n'est pas sélectionné pour participer aux Jeux de Sotchi, mais remporte néanmoins son premier titre de champion de France à Val Thorens.

## Résultats

### Jeux olympiques
| Épreuve / Édition | Vancouver 2010 |
| Skicross          | 12e            |

### Championnats du monde
| Épreuve / Édition | Deer Valley 2011 |
| Skicross          | 23e              |

### Coupe du monde
- Meilleur classement général : 22e en 2015.
- Meilleur classement en skicross : 5e en 2015.
- 5 podiums en carrière dont une victoire.

### Championnats de France Elite
- Champion de France en 2008 et 2014